# Jean-Étienne Championnet
Jean-Étienne Vachier, numit Championnet (n. 13 aprilie 1762 Alixan, lângă Valence; d. 9 ianuarie 1800 Antibes) a fost un general francez.

## Biografie
În timpul Revoluției franceze Championett preia în 1793 o divizie din cadrul armatei Sambre-Maas. În ulterioarele expediții din 1794, sub Jean-Baptiste Jourdan la bătălia de la Fleurus se distinge prin bune calități de conducător militar. În armata Rhinului comandă flancul stâng de la Neuwied până la Düsseldorf. La ocuparea Renaniei la 6 octombrie 1794, preia și ocupă Kölnul fără luptă.
În 1798 devine comandant suprem al armatei, care urma să apere Republica Romană de Napoli. La început a fost alungat din Roma de trupe numeric de cinci ori mai mari, dar apoi învinge trupele generalului Karl Mack von Leiberich în decembrie 1798 și cucerește Capua. Pe data de 23 ianuarie 1798 ajunge din nou la Napoli, unde intră după lupte sângeroase, și unde declară Republica Napolitană.
Championnet a luat măsuri pentru sfârșirea jafurilor și a tâlhăriilor comise de comisarii civili francezi. Datorită acestui lucru s-a ales cu o acuzație de abuz de putere, a fost destituit și ținut în arest, până când revoluția din 18 iunie 1799 l-a eliberat din nou.
Championnet a primit sarcina să formeze o nouă armată la Grenoble. A reușit să adune 30.000 de soldați cu care a obținut avantaje în bătăliile împotriva armatei lui Michael von Melas. După moartea generalului Barthélemy Catherine Joubert preia comanda trupelor franceze din Italia, dar este învins de trupele rusești și austriece la Fossano și Savigliano.
Moare la 9 ianuarie în Antibes într-o epidemie (se pare că de febră tifoidă). Îi este ridicat un monument acolo în 1891.